# 天蓬元帥發財宮
23°58′40″N 120°34′35″E / 23.977769°N 120.576400°E
天蓬元帥發財宮，是位於臺灣彰化縣大村鄉美港村石笱埤圳旁的豬八戒廟。

## 歷史

### 建廟緣由
2000年5月18日報導，美港村長黃福銘回憶約18年前大家樂盛行期間，一名楊姓村民在石笱埤圳發現一尊斷臂的豬八戒木刻神像，即拾起並就地搭建簡易設施祭拜。未久有彩迷聞風前來祭拜後中彩，聲名不脛而走，於是信眾建起較像樣的廟身，並將原殘肢的豬八戒神像銷毀，重起相仿的金身，另有信眾再刻一尊豬八戒神像併列。

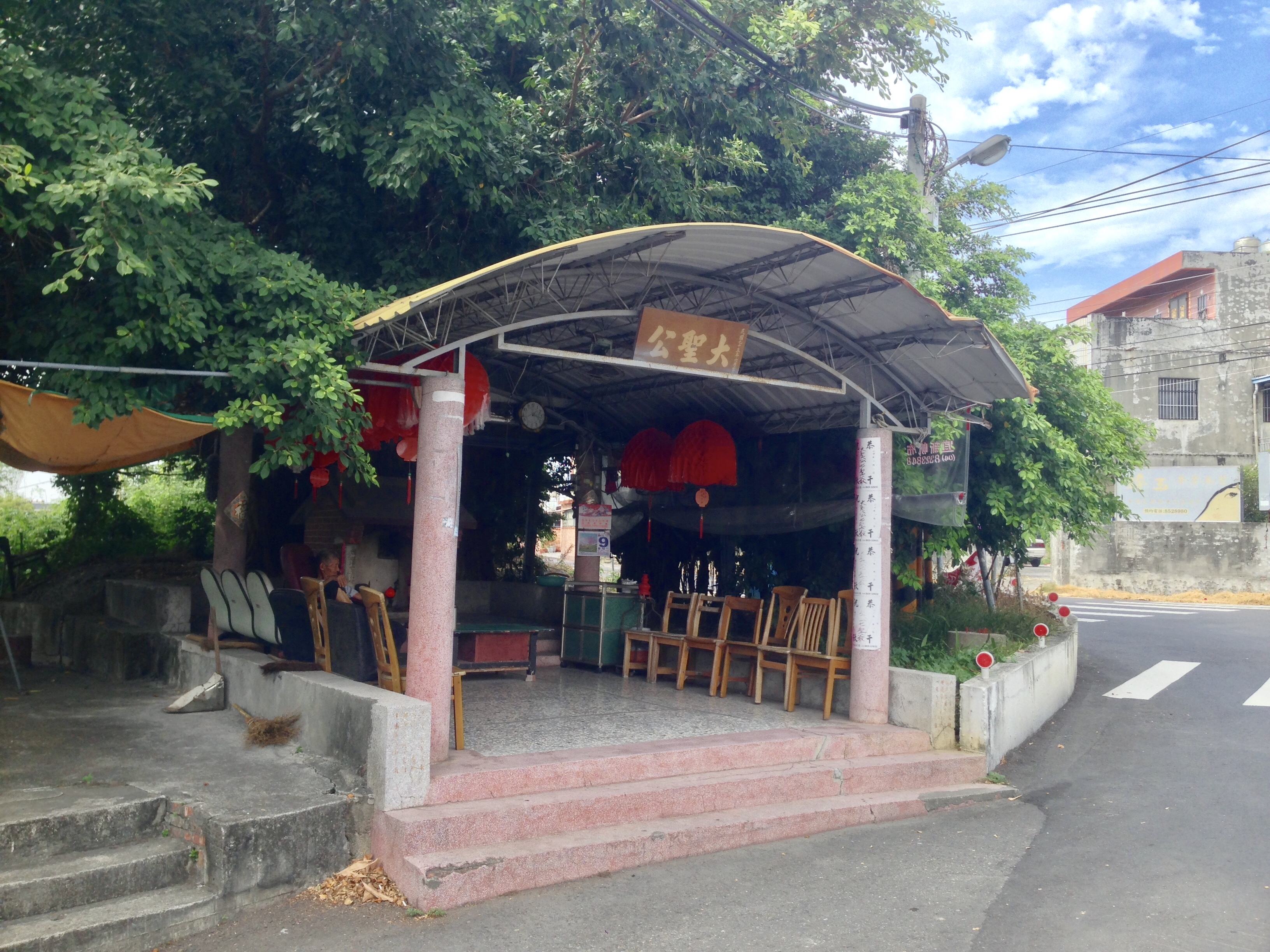
大聖公廟

該報導也寫在同一個鄉、離此廟不遠的山腳路附近的大聖公廟，供奉一顆被視為孫悟空的石頭公，據黃厝村民賴錫坪表示是他先祖在十九世紀末從美港村迎來供奉的。祭拜多年後，有乩童指石頭公是由齊天大聖附靈，才將神改名為「大聖公」。在大家樂盛行時，曾風光一時。信眾也曾考慮在廟內供上金身，但認為原始石頭才是本尊，況且齊天大聖是從石頭迸出的，反而更為貼切。《聯合報》記者劉明岩因此感嘆這兩廟的主神「不是冤家不聚頭」。

### 神像遭竊
除了大家樂迷外，特種行業業者也來天蓬元帥發財宮祭拜，希望多有客人消費。2000年10月報導稱這廟兩尊豬八戒神像被竊，連陪祀的神像也多尊不見，香火流失不少，廟方只好在廟前加鐵欄上鎖。次年3月21日早，民眾又在石笱埤圳撿到均尚未開光點眼的神像，包括濟公、九天玄女、王母娘娘、包公、呂洞賓、媽祖等三十七尊，暫奉於此廟。
廟內兩尊豬八戒神像及多尊其他神像失蹤後，此廟沈寂許久。後來2002年採訪時已又供奉了一尊豬八戒神像，加上公益彩券開賣，前來祭祀及求明牌的信徒回籠。常來此廟整理環境的員林鎮民趙勝男說，不久前有人求明牌中了三星，也希望信眾勿擅自又將神像請走。
廟中供奉的五尊神像在2003年1月23日被發現全遭削去半邊臉，並被殘肢，信眾懷疑賭輸的賭徒所破壞。員林鎮民張木南認為是對神明大不敬。一名吳姓信徒遂感慨道，廟是因豬八戒而建，也隨賭風興衰，從過去神像失蹤以及現在的五尊神像被毀，可能都與賭客脫不了關係，責怪賭博真是「害神不淺」。
自建廟以來，廟內的豬八戒神像一再被偷，到了2004年新聞時，已記錄主神像被偷了五次以上，信徒只好在廟門加裝鐵門。
- 廟身
- 供桌與沙盤
- 發財金與拆遷公告
- 偏殿